# Helicteres isora
Helicteres isora é uma árvore pequena ou um arbusto grande encontrado no sul da Ásia e no norte da Oceania. Geralmente, é atribuída à família Malvaceae, mas às vezes é atribuída à família Sterculiaceae. As flores vermelhas são polinizadas principalmente por pássaros da família Nectariniidae, borboletas e himenópteros. No século XIX, as fibras da casca eram usadas para fazer cordas e sacos, embora atualmente a árvore seja colhida pelos frutos e raízes que são usados na medicina popular.

## Nomes comuns
- Sânscrito - Avartani, avartphala

- Hindi - Marorphali (मरोड़ फली ), bhendu, jonkphal

- Inglês - Indian screw tree, East Indian screw tree, deer's horn

- Marata - Kewad, muradsheng (मुरुड शेंग)

- Bengali - Antamora (আঁতমোড়া)

- Guzerate - Maradashingh

- Canarês - Yedmuri

- Tâmil - valampuri (வலம்புரி)

- Telugo - valambiri (వ್ಕ,್ಕ); vadambiri (వడ್బి)

- Malaiala - Idampiri valampiri (ഇടംപിരി വലംപിരി|ഇടംപിരി വലംപിരി)

- Tailandês - S̄amunpra pai ka bid (สมุนไพรปอกะบิด)

- Cingalês - Liniya (ලීනියා)[8]

- Oriá: Modi modika (বୋଡୋଡ଼ୋଡ଼ୋଡୋଡ)

Outros nomes vernáculos incluem mochra, mudmudika, kurkurbicha, sinkri, valumbari, yedamuri, pita baranda, balampari, guvadarra, pedamuri, ishwarmuri, murmuriya e vurkatee. Na Indonésia, é chamada de buah kayu ules ou ulet-ulet em Java.

## Descrição
A H. isora é uma árvore pequena ou um arbusto grande, com cinco a oito metros de altura. Tem casca cinza e folhas ovais, peludas, dispostas alternadamente, com margens serrilhadas. Suas flores são vermelho-tijolo ou vermelho-alaranjado, e seus frutos são verdes quando não estão maduros, marrons ou cinzentos quando secos e retorcidos, com formato de parafuso na extremidade pontiaguda. As sementes da planta são pretas ou marrons e são altamente polidas, aproximadamente romboides e retangulares ou triangulares. Os polinizadores da flor incluem o zaragateiro-do-mato [en], o verdinho-de-testa-dourada [en], o drongo-cinzento [en] e o drongo-de-barriga-branca [en].

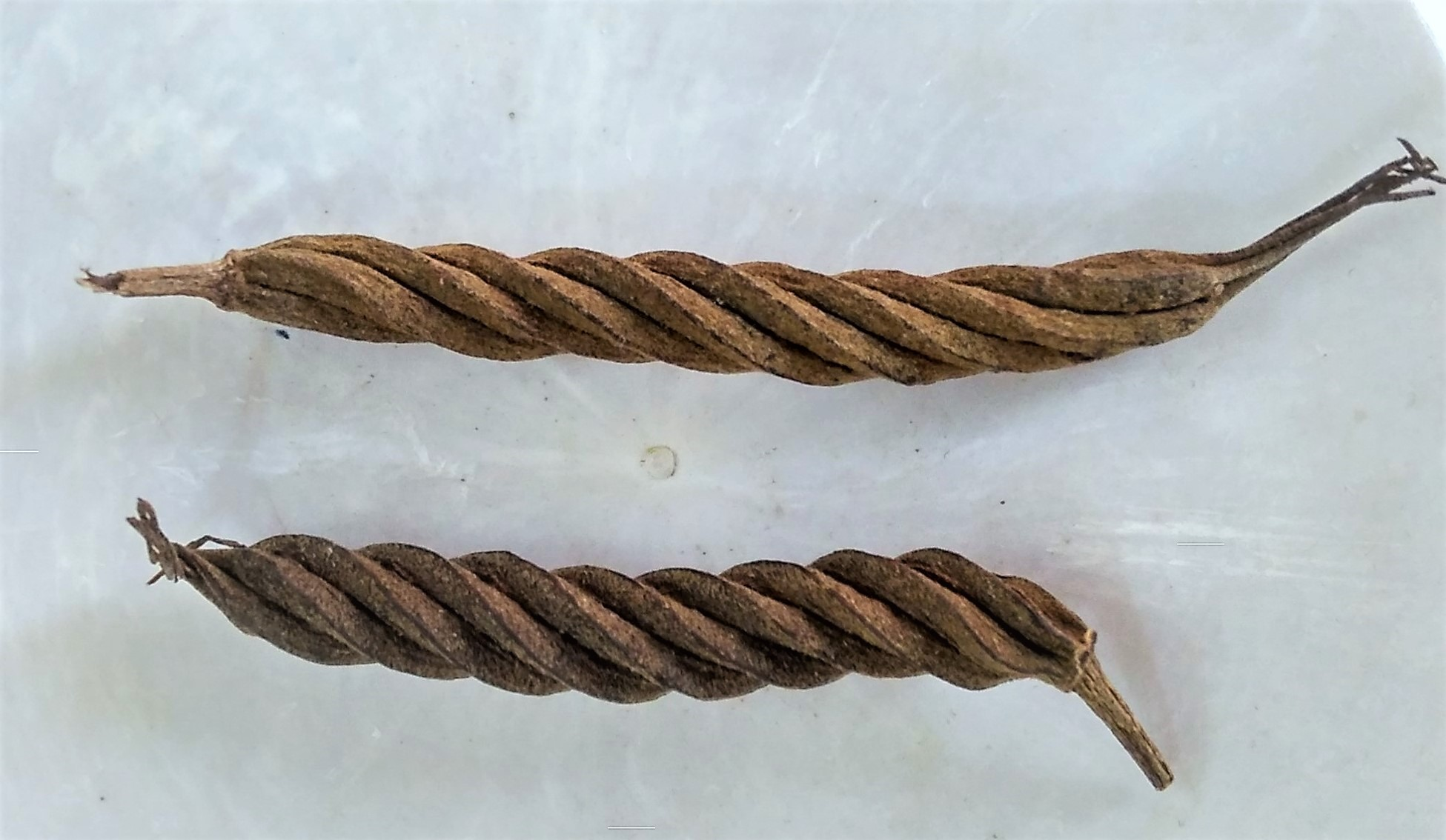
Frutos secos de H. isora
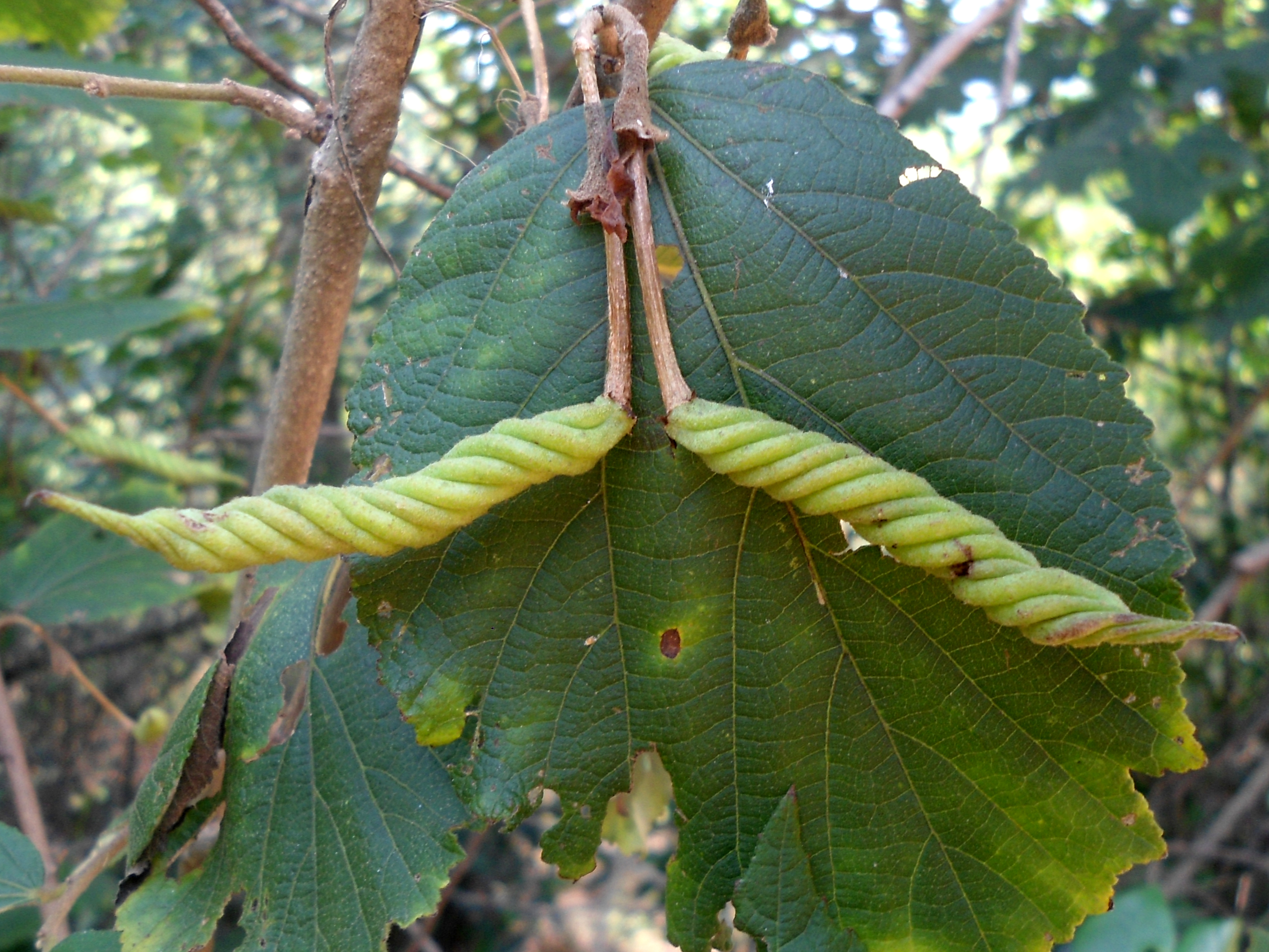
Frutos de H. isora no Santuário de Vida Selvagem de Kambalakonda, Visakhapatnam
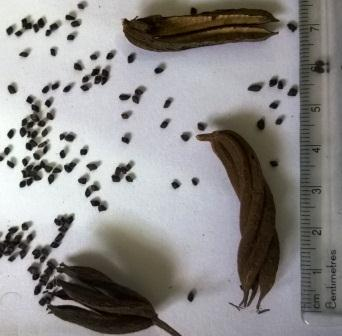
Frutos secos e rompidos de H. isora (com escala centimétrica)
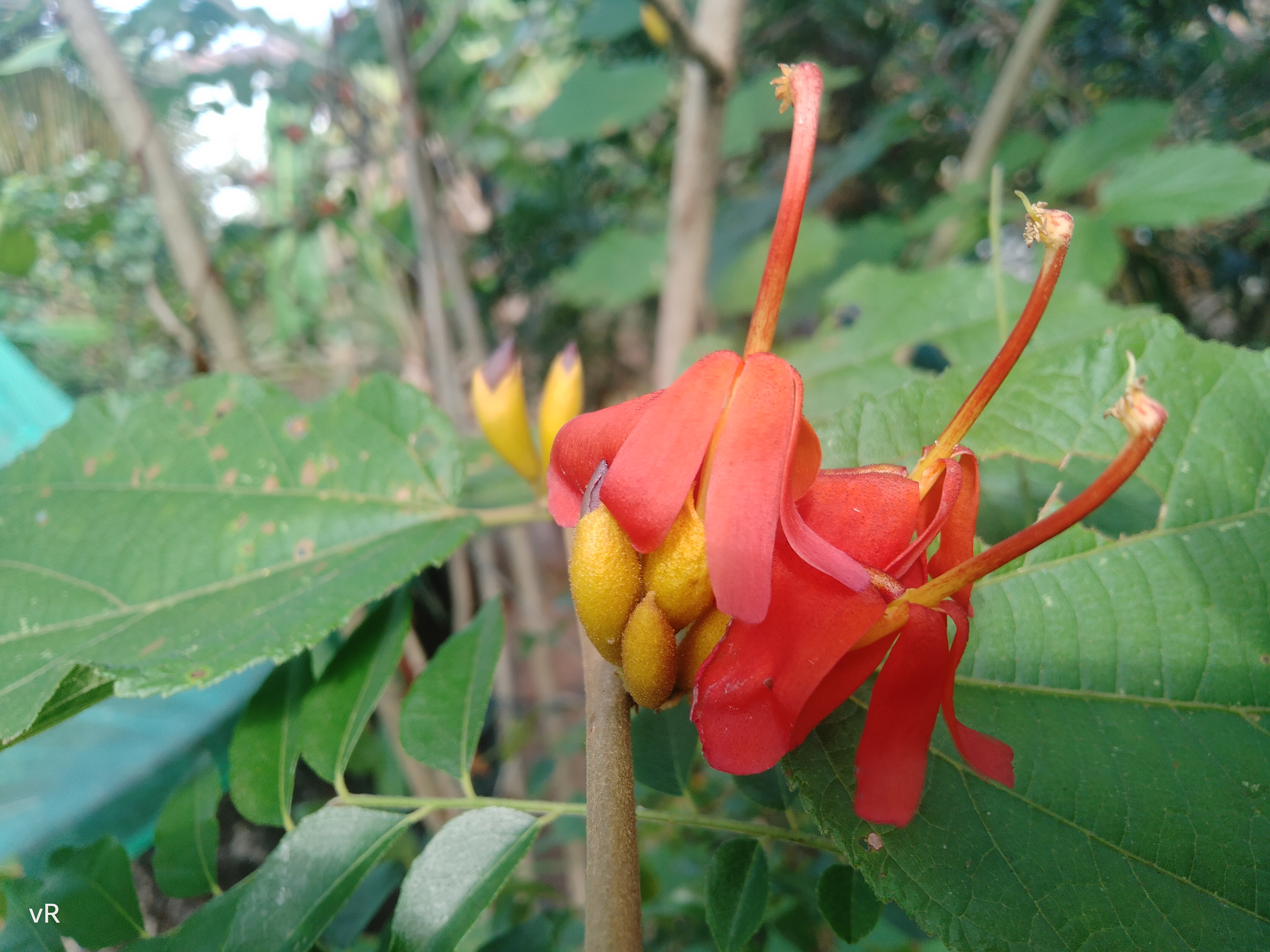
Flor
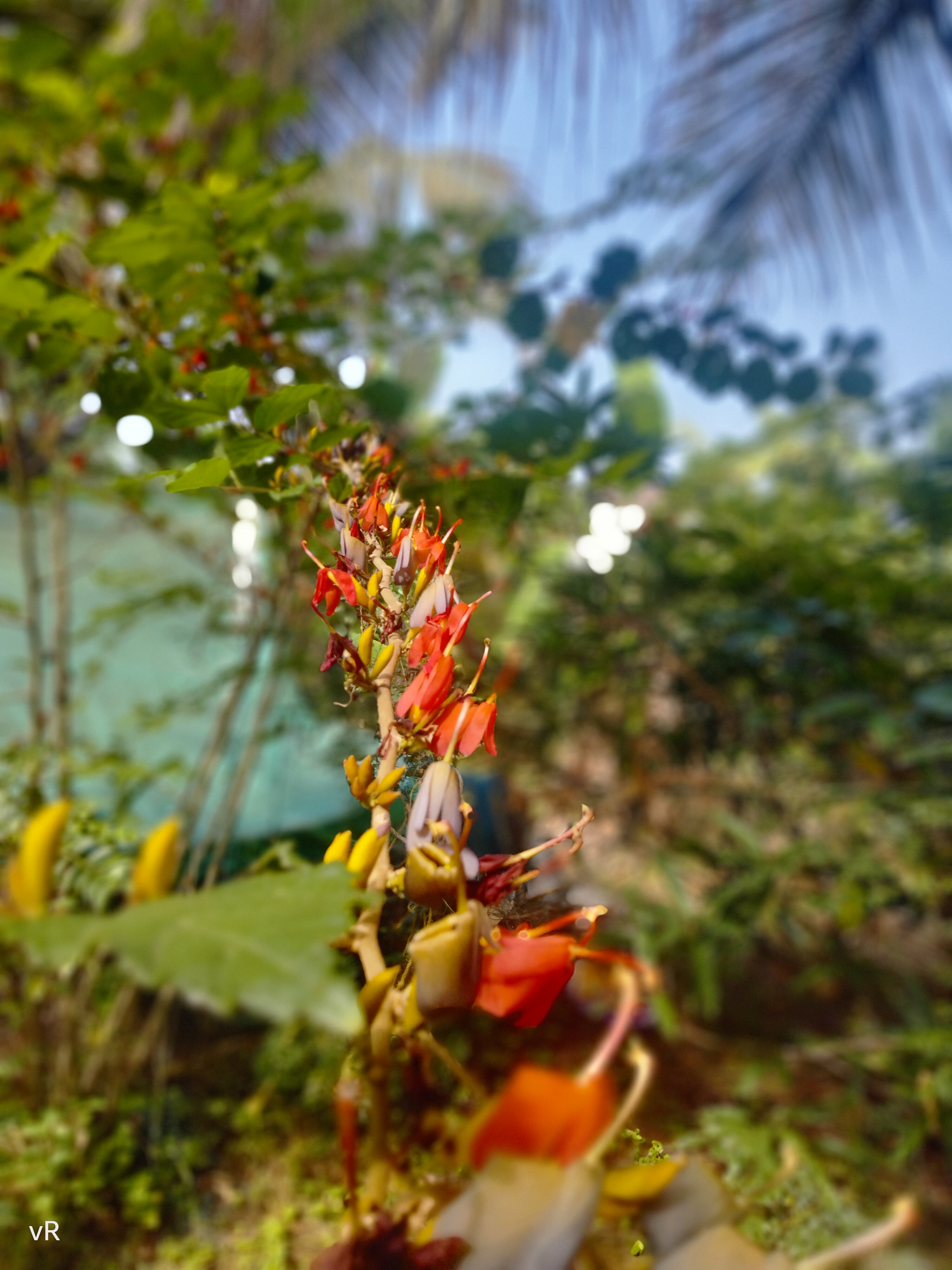
Flores

## Distribuição
A H. isora é uma planta tropical asiática. É encontrada em toda a Índia e Paquistão, Nepal, Myanmar, Tailândia e Sri Lanka. No entanto, ela cresce gregariamente em florestas decíduas secas da Índia central e ocidental nas encostas das colinas. Também é encontrada na Península da Malásia, em Java, e na Austrália.

## Importância econômica
Os frutos da H. isora são exportados da Índia para 19 países, com um valor de US$ 274.055 em 36 meses. No portão da fazenda, os colhedores locais recebem US$ 0,3 por kg, enquanto podem ser vendidos no exterior por US$ 2.

## Fitoquímica
A H. isora é uma fonte rica de antioxidantes, carboidratos, proteínas, fibras, cálcio, fósforo e ferro. Os fitoconstituintes ativos incluem ácido gálico, ácido cafeico, vanilina e ácido p-cumárico. A cucurbitacina B e a isocucurbitacina B foram isoladas das raízes. Além disso, Satake et al. (1999) isolaram o ácido rosmarínico [en] e seus derivados; isoscutelareína [en] e seus derivados; ácido D-glucopiranosil isorínico com ácido rosmarínico; helisterculinas A e B; e helisorina.

## Valor medicinal
Os frutos e as raízes da H. isora são usados nos sistemas de medicina tradicional da Ásia, do Iraque e da África do Sul, onde se acredita que eles têm valor no tratamento de uma ampla variedade de condições, incluindo distúrbios gastrointestinais, diabetes, câncer e infecções. Parece não ter havido investigações científicas sobre essas crenças. No entanto, estudos laboratoriais confirmaram que tanto as bactérias quanto as células cancerígenas podem sobreviver menos bem na presença de extratos dos frutos. Estudos em animais mostraram que os extratos das raízes podem melhorar a tolerância à glicose em ratos diabéticos.